# دیده‌بان (مرند)
دیده‌بان یکی از روستاهای استان آذربایجان شرقی است که در دهستان میشاب شمالی بخش مرکزی شهرستان مرند واقع شده‌است.